# Toma Moldoveanu
Toma Moldoveanu (n. Drăgășani 12 aprilie 1916, d. București 12 aprilie 2005) a fost jucator si antrenor român de rugby.
A fondat clubul Gloria București.